# Delkābād
Delkābād (persiska: دلک آباد) är en ort i Iran.   Den ligger i provinsen Khorasan, i den nordöstra delen av landet, 600 km öster om huvudstaden Teheran. Delkābād ligger 1 297 meter över havet och antalet invånare är 126.
Terrängen runt Delkābād är platt åt nordost, men åt sydväst är den kuperad.Runt Delkābād är det ganska glesbefolkat, med 29 invånare per kvadratkilometer. Närmaste större samhälle är Rāmshīn, 4,6 km väster om Delkābād. Trakten runt Delkābād består i huvudsak av gräsmarker.